# Vejgaard (Sydslesvig)
 Ikke at forveksle med Vejgaard.
Vejgaard (dansk), Waygaard (tysk) eller Waiguurd (nordfrisisk) er en landsby beliggende ved Botslot Sø få kilometer sydøst for Dagebøl i det nordlige Nordfrisland i Sydslesvig. Administrativ hører landsbyen under Dagebøl kommune i Nordfrislands kreds i delstaten Slesvig-Holsten. 
Vejgaard var i tiden før 1574 en hallig (ligesom Dagebøl og Fartoft) og blev op til 1577 gjort landfast ved et stor sødige. At byen oprindelig var en hallig, kan endnu ses ved de mange værfter i området. Landsbyens centrum selv er en stor enkelt værft. Vejgaard består i dag af Sønder Vejgaard, Nørre Vejgaard, Vejgaarddige (Waygaard-Deich) og Bolhuse (Bollhaus). 
Landsbyen blev første gang nævnt i 1450. Stednavnet er sammensat af vej og gård (nordfrisisk guurd). I den danske tid før 1846 hørte landsbyen under Risum Sogn i Bøking Herred (Tønder Amt). 